# Donna de Varona
Donna  Elizabeth de Varona, później Pinto (ur. 26 kwietnia 1947 w San Diego) – amerykańska pływaczka. Dwukrotna złota medalistka olimpijska z Tokio.
Na igrzyskach debiutowała już w 1960 – była najmłodszym uczestnikiem igrzysk w Rzymie, jednak medale zdobyła dopiero cztery lata później. Specjalizowała się w stylu zmiennym i w Tokio triumfowała na dystansie 400 metrów. Drugie złoto zdobyła w sztafecie 4 × 100 m kraulem. Biła rekordy świata.
Karierę zakończyła wkrótce po japońskiej olimpiadzie i w 1965 zaczęła pracę w telewizji ABC. Była pierwszą dziennikarką zajmującą się sportem w sieci telewizyjnej.

## Starty olimpijskie (medale)
Tokio 1964
- 400 m zmiennym, 4 × 100 m kraulem – złoto